# Intenzita elektrického pole
Intenzita elektrického pole (též elektrická intenzita) je vektorová fyzikální veličina, vyjadřující velikost a směr elektrického pole. Je definována jako elektrická síla působící na těleso s kladným jednotkovým elektrickým nábojem.

## Značení a jednotky
- Značka veličiny: E
- Jednotka SI: volt na metr, značka V·m−1
- Další jednotky: newton na coulomb, značka N·C−1
- V základních jednotkách soustavy SI: kg·m·A−1·s−3

## Definice
Intenzita elektrického pole působícího na elektrický náboj {\displaystyle q} je definována vztahem
{\displaystyle {\boldsymbol {E}}={\frac {\boldsymbol {F}}{q}}},
kde {\displaystyle {\boldsymbol {F}}} je elektrická síla působící na náboj {\displaystyle q}.
Hodnota vektoru intenzity elektrického pole obecně závisí na poloze v prostoru (je funkcí polohového vektoru), proto je tato veličina vektorové pole.
Elektrické pole se dělí na elektrostatické, které je vytvářeno nepohyblivým el. nábojem a na elektrodynamické, které vytváří pohybující se el. náboj, jak přímo, tak prostřednictvím proměnlivého magnetického pole.
Elektrostatické pole lze popsat také skalárním elektrickým potenciálem {\displaystyle \varphi }, jehož vztah k intenzitě elektrického pole lze vyjádřit v diferenciálním tvaru:
{\displaystyle {\boldsymbol {E}}=-\operatorname {grad} \,\varphi }
Odtud plyne i vztah pro intenzitu stacionárního elektrického pole proudového vodiče:
{\displaystyle E={\frac {U}{l}}},
kde {\displaystyle U} je napětí elektrického zdroje a {\displaystyle l} délka vodiče.

## Elektrostatické pole

### Základní vztahy
Podle Coulombova zákona lze v bodě {\displaystyle \mathbf {r} } v okolí bodového náboje {\displaystyle Q} umístěného v počátku soustavy souřadnic vyjádřit intenzitu elektrického pole vztahem
{\displaystyle {\boldsymbol {E}}(\mathbf {r} )={\frac {1}{4\pi \varepsilon }}{\frac {Q}{r^{2}}}{\frac {\boldsymbol {r}}{r}}},
kde {\displaystyle \varepsilon } je permitivita prostředí elektrického pole, {\displaystyle {\boldsymbol {r}}} je polohový vektor určující polohu daného bodu a {\displaystyle r=|{\boldsymbol {r}}|} jeho délka. Jejich podíl je jednotkovým vektorem, který určuje směr. Po jeho odstranění zůstane vzorec pro velikost intenzity elektrického pole v okolí bodového náboje {\displaystyle Q} ve vzdálenosti {\displaystyle r}:
{\displaystyle E={\frac {1}{4\pi \varepsilon }}{\frac {Q}{r^{2}}}.}
Oba výše uvedené vztahy platí za předpokladu, že prostředí v němž určujeme intenzitu pole je vakuum nebo homogenní lineární dielektrikum.
Směr vektoru elektrické intenzity {\displaystyle E} je dán směrem působící elektrické síly. Orientace elektrické intenzity je dána domluvou, že zkušebním tělesem je kladně nabité těleso, a tedy elektrická intenzita směřuje od tělesa s kladným elektrickým nábojem k tělesu se záporným elektrickým nábojem.
V obecném případě, kdy bodový náboj vytvářejí elektrické pole není umístěn v počátku soustavy souřadnic, ale v poloze {\displaystyle {\boldsymbol {r}}^{\prime }}, se poloha bodu v němž určujeme intenzitu pole vyjadřuje relativně k {\displaystyle \mathbf {r} ^{\prime }}, což vyjadřuje vektorový rozdíl {\displaystyle {\boldsymbol {r}}-{\boldsymbol {r}}^{\prime }}, kterým se nahradí vektor {\displaystyle {\boldsymbol {r}}}. Výsledný vztah je
{\displaystyle {\boldsymbol {E}}({\boldsymbol {r}})={\frac {1}{4\pi \varepsilon }}{\frac {Q}{{|{\boldsymbol {r}}-{\boldsymbol {r}}^{\prime }|}^{3}}}({\boldsymbol {r}}-{\boldsymbol {r}}^{\prime })}.
Intenzitu elektrostatického pole lze také určit z elektrického potenciálu prostřednictvím vztahu
{\displaystyle {\boldsymbol {E}}({\boldsymbol {r}})=-\operatorname {grad} \varphi ({\boldsymbol {r}})=-\nabla \varphi ({\boldsymbol {r}})},
kde {\displaystyle \varphi } je potenciál elektrického pole a {\displaystyle \operatorname {grad} } označuje operátor gradientu.
Nechá-li se vektor elektrické intenzity procházet uzavřenou, vně orientovanou plochou (Gaussova plocha), jedná se o veličinu tok elektrické intenzity, která je úměrná náboji uvnitř. Tato skutečnost je vyjádřena Gaussovým zákonem elektrostatiky:
{\displaystyle \oint _{S}{{\boldsymbol {E}}\cdot \mathrm {d} {\boldsymbol {S}}}={\frac {Q}{\varepsilon }}}.
Pro intenzitu elektrického pole platí princip superpozice, tzn., že celková intenzita el. pole vytvářená více zdroji je rovna součtu intenzit el. pole těchto dílčích zdrojů.

### Výpočet
Ze základních vztahů lze odvodit vzorce pro intenzitu elektrického pole vytvářeného různým rozložením el. náboje v prostoru. Následující vztahy platí za předpokladu, že prostředí v němž určujeme intenzitu pole je vakuum nebo homogenní lineární dielektrikum.
Pro intenzitu el. pole {\displaystyle n} bodových nábojů {\displaystyle Q_{i}} nacházejících se v pozicích {\displaystyle {\boldsymbol {r}}_{i}} platí, že
{\displaystyle {\boldsymbol {E}}({\boldsymbol {r}})=\sum _{i=1}^{n}{\boldsymbol {E}}_{i}({\boldsymbol {r}})={\frac {1}{4\pi \varepsilon }}\sum _{i=1}^{n}{\frac {Q_{i}}{{|{\boldsymbol {r}}-{\boldsymbol {r}}_{i}|}^{3}}}({\boldsymbol {r}}-{\boldsymbol {r}}_{i})},
Intenzitu el. pole vytvářeného el. nábojem spojitě rozloženým v objemu {\displaystyle V} lze vyjádřit vztahem
{\displaystyle {\boldsymbol {E}}({\boldsymbol {r}})={\frac {1}{4\pi \varepsilon }}\int _{V}{\frac {\rho ({\boldsymbol {r}}^{\prime })}{{|{\boldsymbol {r}}-{\boldsymbol {r}}^{\prime }|}^{3}}}({\boldsymbol {r}}-{\boldsymbol {r}}^{\prime })\mathrm {d} V},
kde {\displaystyle \rho } je objemová hustota elektrického náboje a {\displaystyle {\boldsymbol {r}}^{\prime }} označuje proměnnou, která při integrování prochází přes objem {\displaystyle V}.
Intenzitu el. pole vytvářeného el. nábojem spojitě rozloženým na ploše {\displaystyle S} lze vyjádřit vztahem
{\displaystyle {\boldsymbol {E}}({\boldsymbol {r}})={\frac {1}{4\pi \varepsilon }}\int _{S}{\frac {\sigma ({\boldsymbol {r}}^{\prime })}{{|{\boldsymbol {r}}-{\boldsymbol {r}}^{\prime }|}^{3}}}({\boldsymbol {r}}-{\boldsymbol {r}}^{\prime })\mathrm {d} S},
kde {\displaystyle \sigma } je plošná hustota elektrického náboje a {\displaystyle {\boldsymbol {r}}^{\prime }} označuje proměnnou, která při integrování prochází přes plochou {\displaystyle S}.
Intenzitu el. pole vytvářeného el. nábojem spojitě rozloženým po křivce {\displaystyle l} lze vyjádřit vztahem
{\displaystyle {\boldsymbol {E}}({\boldsymbol {r}})={\frac {1}{4\pi \varepsilon }}\int _{l}{\frac {\tau ({\boldsymbol {r}}^{\prime })}{{|{\boldsymbol {r}}-{\boldsymbol {r}}^{\prime }|}^{3}}}({\boldsymbol {r}}-{\boldsymbol {r}}^{\prime })\mathrm {d} l},
kde {\displaystyle \tau } je lineární hustota elektrického náboje a {\displaystyle {\boldsymbol {r}}^{\prime }} označuje proměnnou, která při integrování prochází přes křivku {\displaystyle l}.

## Elektrodynamické pole
Elektrodynamické pole vytváří pohybující se el. náboj. Pokud dochází ke změně elektrické intenzity v čase má to následek vznik magnetického pole, rovněž tak změna magnetického pole má za následek vznik elektrického pole, což popisuje obecná teorie elektromagnetického pole, popsaná Maxwellovými rovnicemi. Tyto rovnice tedy popisují také elektrostatické pole. Maxwellovy rovnice jsou platné pouze na makroskopické úrovni[zdroj?] tj. pokud rozměry popisovaných oblastí jsou podstatně větší než rozměry atomů. Speciálním případem elektromagnetického pole je pole vytvářené konstantním elektrickým proudem (podmíněný konstantním el. polem), který vytváří konstantní magnetické pole.
Elektromagnetismus zahrnuje jevy jako např. elektromagnetická indukce nebo elektromagnetické záření.

## Vlastnosti
Intenzita elektrického pole se graficky zobrazuje pomocí siločar. Jejich hustota na jednotku plochy, kterou protínají je úměrná velikosti intenzity elektrického pole.